# Itame pallescens
Itame pallescens är en fjärilsart som beskrevs av Grossbeck 1907. Itame pallescens ingår i släktet Itame och familjen mätare. Inga underarter finns listade i Catalogue of Life.